# Conchopus rectus
Conchopus rectus är en tvåvingeart som beskrevs av Sadao Takagi 1965. Conchopus rectus ingår i släktet Conchopus och familjen styltflugor. Inga underarter finns listade i Catalogue of Life.